# Miss Ghána

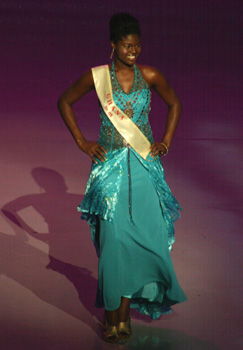
Miss Ghana 2006 - Irene Dwomoh

A Miss Ghána általánosan használt elnevezése, megszólítása a ghánai szépségversenyek győzteseinek. Az országban több ilyen versenyt is rendeznek, amik győztesei nemzetközi versenyeken képviselik hazájukat. A versenyek az alábbiak:
- Miss Universe Ghana: a verseny győztese vesz részt a Miss Universe versenyeken
- Miss Ghana: a verseny győztese a Miss World versenyen vesz részt.

Az ország legjobb eredménye egy harmadik helyezés a Miss World 2013 versenyen.

## Miss Universe Ghana
Ghána 1991 óta vesz részt a nemzetközi versenyen, de nem minden évben küldött versenyzőt. Az ország legjobb eredménye egy középdöntős helyezés 1999-ben.
| Év   | Győztes                     | Helyezés           |
| ---- | --------------------------- | ------------------ |
| 1991 | Dela Tamakloe               |                    |
| 1993 | Jamila Haruna Danzuru       |                    |
| 1996 | Pearl Amoah                 |                    |
| 1998 | Francisca Baafour Awuah     |                    |
| 1999 | Akuba Cudjoe                | Top 10 középdöntős |
| 2000 | Maame Esi Acquah            |                    |
| 2001 | Precious Agyare             |                    |
| 2002 | Stephanie Walkins-Fia       |                    |
| 2004 | Minaye Donkor               |                    |
| 2006 | Angela Asare                |                    |
| 2008 | Yvette Nsiah                |                    |
| 2009 | Jennifer Victoria Koranteng |                    |
| 2010 | Awurama Simpson             |                    |
| 2011 | Erica Nego                  |                    |
| 2012 | Gifty Ofori                 |                    |
| 2013 | Hanniel Jamin               |                    |

## Miss Ghana
A Miss Ghána verseny győztese vesz részt a Miss World versenyeken. A legjobb eredménye egy harmadik helyezés 2013-ban.

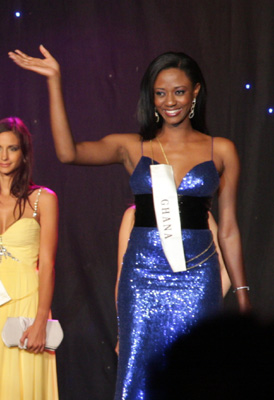
Miss Ghana 2008 - Frances Takyi-Mensah

| Év   | Győztes              | Helyezés     |
| ---- | -------------------- | ------------ |
| 2006 | Irene Dwomoh         | Top 16       |
| 2008 | Frances Takyi Mensah |              |
| 2009 | Mimi Areme           |              |
| 2010 | Stephanie Karikari   |              |
| 2011 |                      |              |
| 2012 |                      |              |
| 2013 | Carranzar Shooter    | 3. helyezett |
| 2014 | Guiseppine Baafi     |              |

### Versenyek
- A 2010. évi versenyt a  Media Whizz Kids szervezte, a döntőn 20 versenyző vett részt: Stephanie Karikari, Barira Musah, Daisy Asare-Akoto, Esther Gadagbui, Ayisha Munkaila, Asi Addo-Yobo, Linda Annansey, Ida Seidu, Michelle Ayonka, Pokua Agyemang–Badu, Phyllis Nun, Felicia Tawia, Frances Nyamike, Nadra Osma, Chantell Dapaa, Rita Dawugbo, Joyce Aziabah, Selma Baba, Bernice  Bekoe és Nana Yaa Adu Gyamfi.[11] A 2. helyezést Frances Nyamikeh érte el, a harmadik helyen Esther Gadagbui végzett. A legjobb 8 közé került még Michelle Ayonkam, Daisy Asare-Akoto, Nana Yaa Adu Gyamfi, Bernice Bekoe és Selma Baba.[8]

## Fordítás
Ez a szócikk részben vagy egészben  a   Miss Universe Ghana című angol Wikipédia-szócikk ezen változatának fordításán alapul.  Az eredeti cikk szerkesztőit annak laptörténete sorolja fel. Ez a jelzés csupán a megfogalmazás eredetét és a szerzői jogokat jelzi, nem szolgál a cikkben szereplő információk forrásmegjelöléseként.

## Külső hivatkozás
- Miss Ghána 2010 honlap
- Miss World hivatalos honlap
- Miss Universe hivatalos honlap
- Miss Earth hivatalos honlap
- Miss International hivatalos honlap
- GlobalBeauties.com
- Pageantopolis.com
- CriticalBeauty.com